# Merih Demiral
Merih Demiral (Karamürsel, 5 de març de 1998) és un futbolista turc que juga com a defensa a l'Al-Ahli. També forma part de la selecció de futbol de Turquia.

## Trajectòria
Demiral és producte de les divisions menors del Karamürsel Idmanyurduspor, club local de la seva ciutat en el qual va estar entre 2009 a 2011, per passar després al Fenerbahçe SK, on d'hi va estar fins al juliol de 2016.

### Portugal
Sense haver-se integrat el primer equip del Fenerbahçe, va arribar a l'Alcanenense de Portugal per disputar el Campionat de Portugal 2016/17, és a dir la tercera lliga més important del país. Va fer el seu debut a Portugal l'11 de setembre de 2016 en una victòria per 3-0 sobre Lusitânia, en la tercera joranada de la Sèrie F del campionat. Va acumular 14 partits amb l'Alcanenense i va donar el següent pas en la seva carrera en arribar cedit en plena temporada al segon equip del Sporting de Lisboa.
Va debutar a la Segona Divisió de Portugal amb l'Sporting de Portugal "B" el 5 de febrer de 2017 en un partit contra el FC Famalicão que va culminar empatat 1-1. El club eventualment va acabar comprant-lo. En la seva segona temporada amb el segon equip va gaudir de més regularitat encara que van perdre la categoria. Fins i tot va arribar a debutar amb el primer equip del Sporting en la Copa de Portugal, un 12 d'octubre de 2017, quan van derrotar l'Oleiros en la tercera ronda del torneig, amb Demiral jugant poc més d'un minut després de reemplaçar Daniel Podence.

### Alanyaspor
El 15 d'agost de 2018, Demiral va arribar a préstec a l'Alanyaspor com a reforç per la Superliga de Turquia 2018-19. L'1 de setembre d'aquest mateix any va debutar en la quarta jornada de la lliga, jugant com a titular en una victòria per 1-0 sobre el Göztepe. En la següent jornada va marcar el primer gol de la seva carrera, el del triomf per 1-0 sobre el Trabzonspor. Immediatament Demiral es va fer un espai en l'equip titular de l'Alanyaspor, sent convocat fins i tot amb la selecció absoluta i el 29 de gener de 2019, es va unir de forma definitiva al club.

### Sassuolo
La seva ràpida ascensió en el futbol turc va provocar que el 30 de gener de 2019, fos fitxat pel Sassuolo de la Sèrie A d'Itàlia, arribant a préstec fins a final de la temporada 2018/19 amb obligació de compra per 7.000.000 €.
El 24 de febrer va debutar en la lliga italiana en un empat de Sassuolo per 1-1 davant el SPAL i després d'afermar-se immediatament com a titular va marcar els seus dos primers gols amb el club en una victòria per 4-0 sobre l'ChievoVerona, el 4 d'abril.

### Juventus
El 5 de juliol de 2019 la Juventus FC va fer oficial la seva incorporació fins a 2024 després d'arribar a un acord amb el Sassuolo pel seu traspàs per 18 milions d'euros. El 21 de setembre d'aquest mateix any va debutar oficialment en el triomf per 2-1 enfront de Hellas Verona. Encara que inicialment era opció de recanvi en l'equip, va acabar llevant-li el lloc a Matthijs de Ligt fins que va sofrir una greu lesió el 12 de gener de 2020, data en la qual també es va donar el seu primer punt amb el club davant Roma, en un partit que va acabar 2-1 a favor de la Juventus. Gairebé set mesos després va disputar un altre partit oficial amb la Juventus, en l'última jornada de la Sèrie A 2019/20.

## Internacional
Demiral integra la selecció de futbol de Turquia, amb la qual porta disputats 24 partits.
Prèviament va representar la seva nació en les categories sub-17 (7 partits, 1 gol), sub-18 (2 p.), sub-19 (10 partits, 1 gol), sub-20 i sub-21 (13 p.).
El 20 de novembre de 2018 va fer el seu debut amb la selecció absoluta en un amistós sense gols davant Ucraïna, ingressant al camp els darrers minuts del partit en substitució de Mert Müldür.
Va representar a Turquia en l'Eurocopa de 2020, on va jugar el partit inaugural que va enfrontar la seva selecció contra Itàlia a Roma, obrint el marcador per a Itàlia amb un gol en pròpia meta.